# 高田裕彦
高田 裕彦（たかた ひろひこ、1961年 - ）は、元独立行政法人国際協力機構（JICA)職員。東ティモール、インドネシア、フィリピンの開発政策が専門分野。1961年兵庫県加古川市生まれ。1986年国際協力事業団（現国際協力機構）入団。フィリピン事務所次長、東ティモール事務所長、JICA関西次長、ウズベキスタン日本センター所長、関西学院大学教授を歴任。